# Marco Tindiglia
Marco Tindiglia (Genova, 1962) è un chitarrista e compositore italiano di genere jazz.

## Formazione
Chitarrista, compositore, promotore di eventi, insegnante, dopo il liceo ha conseguito il diploma di Jazz Master presso il CDM di Milano sotto la guida di Filippo Daccò, per frequentare poi nel biennio il DAMS Musica di Bologna.
Nel 1987 si trasferisce negli Stati Uniti per studiare al Berklee College of Music di Boston, dove si laurea nel 1991 in Professional Music, studiando nel frattempo con Charlie Banacos e Jerry Bergonzi e stringendo legami con altri artisti con i quali avrà modo di collaborare in seguito.

## Attività artistica
Tornato in Italia inizia la sua attività discografica e concertistica, collaborando tra gli altri con Dennis Irwin, Matt Garrison, George Garzone, Paolino Dalla Porta, Berliner Philharmonic String Quintet, Karl Berger, Andy Sheppard, Gak Sato, Stefano Battaglia, Michele Rabbia, Matt Renzi, Michel Benita, Piero Leveratto, Danilo Rea, Masa Kamaguchi, Jimmy Weinstein, Dan Fox, Maria Pia De Vito, Rita Marcotulli, Giovanni Maier, Tony Arco, Mauro Avanzini, Ingrid Sertso, Manhu Roche, Claudio Lugo, Alfred Kramer, Dejan Terzic.
Tindiglia ha al suo attivo tre dischi a suo nome: l'ultimo, Sounds from the Harbour, con Andy Sheppard, Masa Kamaguchi e Michele Rabbia, è un omaggio del musicista alla città di Genova.
Tindiglia è anche autore di composizioni musicali per teatro e per eventi curati da artisti fra i quali Letizia Battaglia, Gipi, Pino Ninfa, Steve Piccolo e Maruzio Galimberti.
Dal 2003 è il direttore dei workshop al Festival Jazz in Laurino e dal 2004 direttore artistico della rassegna jazzistica Gezmataz Festival & Workshop di Genova. In qualità di produttore di eventi musicali ha collaborato con Cassandra Wilson, Maria Joao, John Scofield, Bill Frisell, E.S.T., Richard Galliano, Enrico Rava, Pat Metheny, Paolo Fresu, Gary Burton, Maria Schneider Orchestra, John Abercrombie, Adam Nussbaum, Dave Douglas, Berliner Philharmoniker  Quintet, Ornette Coleman, Stefano Bollani, Vicente Amigo, Yellowjackets, Brad Mehldau, Carla Bley, Steve Swallow, Esperanza Spalding, Terri Lyne Harrington, Geri Allen, Gianluca Petrella, Steven Bernstein, Bill Stewart, Larry Granadier, Jorge Rossi, Chris Cheek, Jeff Ballard e il contrabbassista Avishai Cohen.